# نمره آپگار

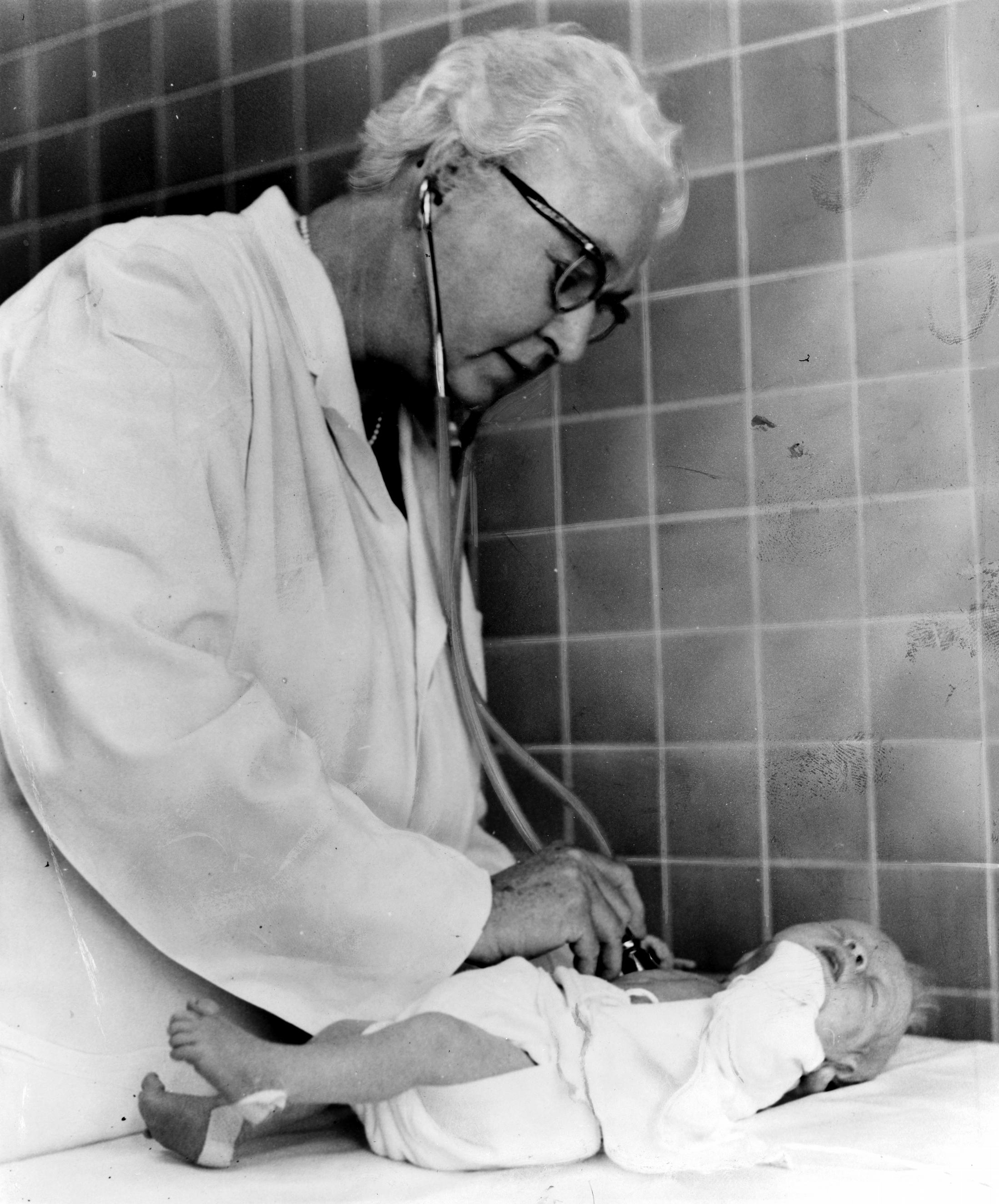
ویرجینیا آپگار

نمره‌دهی آپگار (به انگلیسی: Apgar score) یا آپگار نوزاد٬ روشی سریع و مطمئن در ارزیابی سلامت نوزاد در لحظه‌های ابتدایی تولد است که در سال ۱۹۵۲ توسط ویرجینیا آپگار ابداع شد و تا امروز از مهمترین ارزیابی‌های بدون نیاز به تجهیزات پزشکی محسوب می‌گردد.
ویرجینیا آپگار متخصص بیهوشی آمریکایی بود که این روش امتیازدهی سلامت نوزاد در لحظه زایمان را ابداع نمود.
مقیاس آپگار برای ارزیابی نوزاد تازه متولد شده است که با پنج معیار ساده که هرکدام از صفر تا دو عدددهی می‌شود و پس از جمع‌بندی پنج مقدار به دست آمده سلامت کلی نوزاد مشخص می‌شود. بنابراین نمره آپگار در محدوده صفر تا ۱۰ قرار می‌گیرد. 
پنج معیار با استفاده از سرنام واژگان انگلیسی* برای نمود و ظاهر، پالس، گریه، حرکات چابکی و شکل تنفس تعریف می‌شود. از هر معیار بنابر شدت و وضعیت عنوان شده در نوزاد،  یک امتیاز صفر، یک یا دو تعلق گرفته و در پایان جمع پنج امتیاز داده شده نمره آپگار نوزاد است.

## معیارها
|                      | امتیاز صفر ۰                 | امتیاز یک ۱                                   | امتیاز دو ۲                                   | حروف تشکیل دهنده آپگار |
| -------------------- | ---------------------------- | --------------------------------------------- | --------------------------------------------- | ---------------------- |
| ظاهر/رنگ رخسار و بدن | کبود ویا رنگ‌پریدگی سراسر بدن | فقط کبودی دست‌ها و پاها تنه صورتی (آکروسیانوز) | بدون هرگونه سیانوز رنگ طبیعی صورتی در همه بدن | Appearance             |
| پالس                 | بدون نبض                     | کمتر از ۱۰۰                                   | بیش‌تر از ۱۰۰                                  | Pulse                  |
| رفلکس‌ و تحریک‌پذیری   | بدون پاسخ به تحریک           | حرکت خفیف/ناله در پاسخ به‌تحریک                | گریه و عقب کشیدن اندام تحریک شده              | Grimace                |
| اکتیویتی و فعالیت    | بدون هیچ‌گونه حرکت            | کمی فلکسیون و حرکت اندام                      | مقاومت دربرابر کشیده‌شدن دست یا پا توسط پزشک   | Activity               |
| تلاش برای تنفس       | بدون تنفس                    | ناله و گریه ضعیف                              | گریه طبیعی با صدای بلند                       | Respiration            |